# Петр Коуба
Петр Коуба (Праг, 28. јануар 1969) бивши је чешки фудбалер.

## Каријера
Рођен је у Прагу 28. јануара 1969. године. Бранио је за Спарту из Прага од 1991. до 1998. године, а након тога је отишао у иностранство. Године 1993. проглашен је за најбољег чешког фудбалера. Играо је за шпански клуб Депортиво ла Коруња у два наврата. Био је члан немачког Кајзерслаутерна са којим је освојио титулу у сезони 1997/98. Играчку каријеру је завршио у прашкој Спарти.
Наступао је за репрезентацију Чехословачке, а касније и Чешке, за обе националне селекције је бранио укупно 40 пута између 1991. и 1998. Био је члан чешког тима који је на Европском првенству 1996. године у Енглеској освојио друго место, а Коуба је бранио у финалу против Немачке.
Његов отац Павел Коуба је такође био фудбалски голман, бранио је за Чехословачку на Светском првенству 1962. године у Чилеу.
Након престанка активног играња фудбала, ради као тренер голмана у млађим селекцијама репрезентације Чешке.

## Успеси

### Клуб
Спарта Праг
- Првенство Чехословачке: 1991, 1993.
- Куп Чехословачке: 1992.
- Првенство Чешке: 1993/94, 1994/95.
- Куп Чешке: 1996.

Кајзерслаутерн
- Шампион Бундеслиге: 1997/98.

Депортиво ла Коруња
- Шампион Шпаније: 1999/00.

### Репрезентација
Чешка
- Европско првенство друго место: 1996.

### Индивидуалне награде
- Чешки фудбалер године: 1993.